# 6621 Timchuk
6621 Timchuk eller 1975 VN5 är en asteroid i huvudbältet som upptäcktes den 2 november 1975 av den ryska astronomen Tamara Smirnova vid Krims astrofysiska observatorium på Krim. Den har fått sitt namn efter Evdokiya I. Timchuk.
Asteroiden har en diameter på ungefär 12 kilometer.